# Marianna (Arkansas)
Marianna é uma cidade localizada no estado americano de Arkansas, no Condado de Lee.

## Demografia
Segundo o censo americano de 2000, a sua população era de 5181 habitantes.
Em 2006, foi estimada uma população de 4688, um decréscimo de 493 (-9.5%).

## Geografia
De acordo com o United States Census Bureau, a localidade tem uma área de 9,3 km², sem área coberta por água. Marianna localiza-se a aproximadamente 65 m acima do nível do mar.

## Localidades na vizinhança
O diagrama seguinte representa as localidades num raio de 24 km ao redor de Marianna.